# Salix pyrenaica
Salix pyrenaica är en videväxtart som beskrevs av Antoine Gouan. Salix pyrenaica ingår i släktet viden, och familjen videväxter. Inga underarter finns listade i Catalogue of Life.

## Bildgalleri

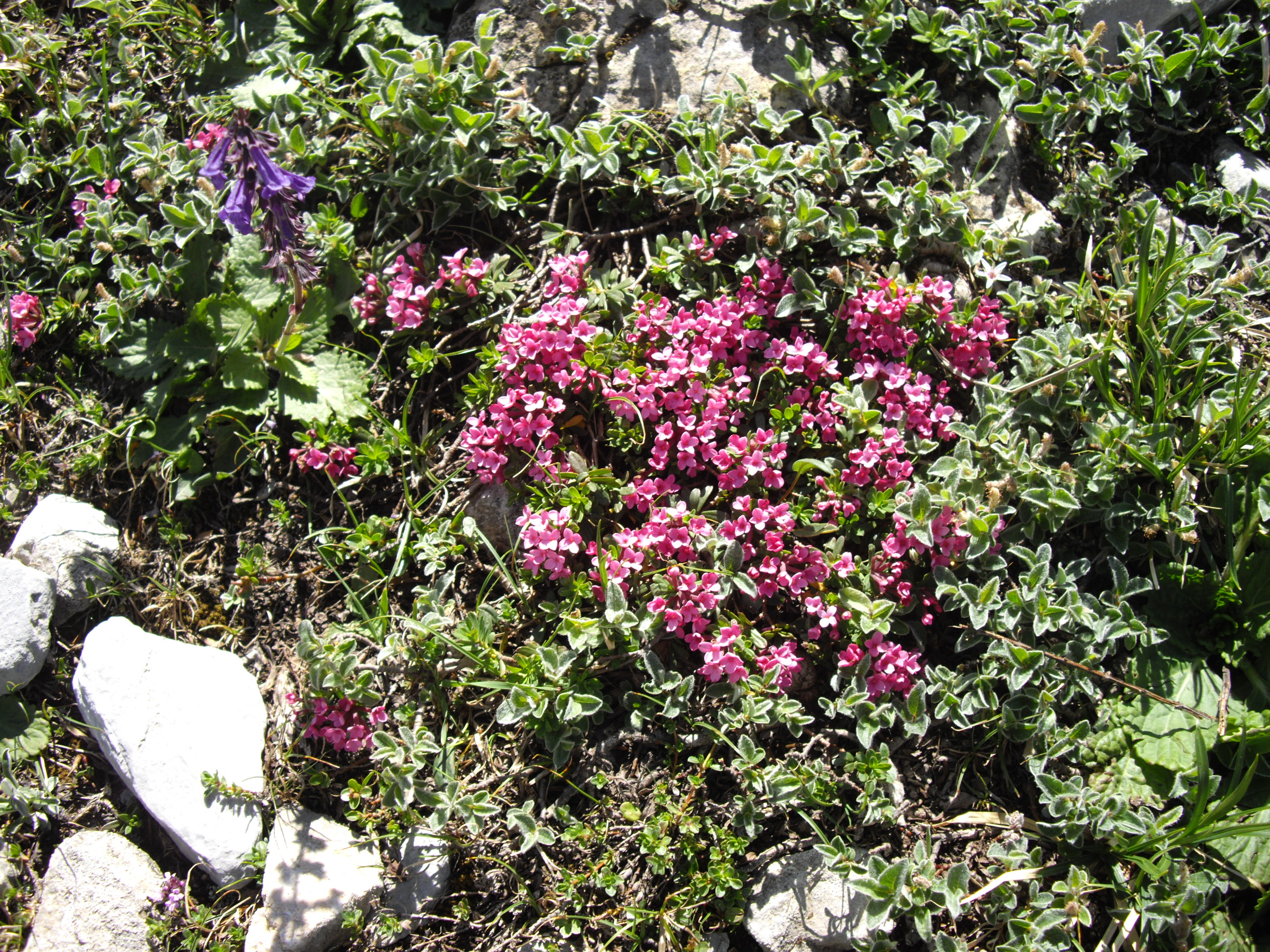
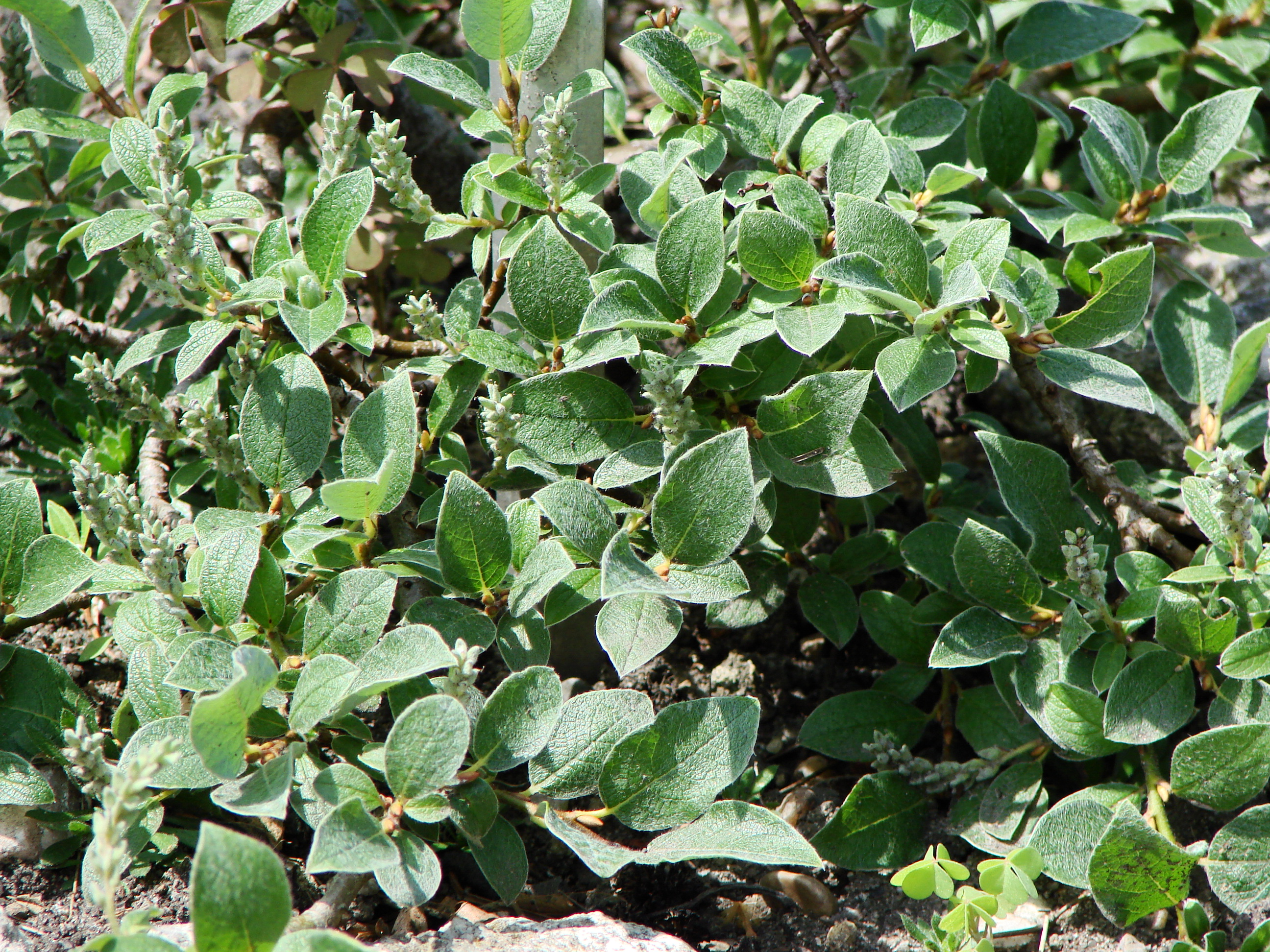
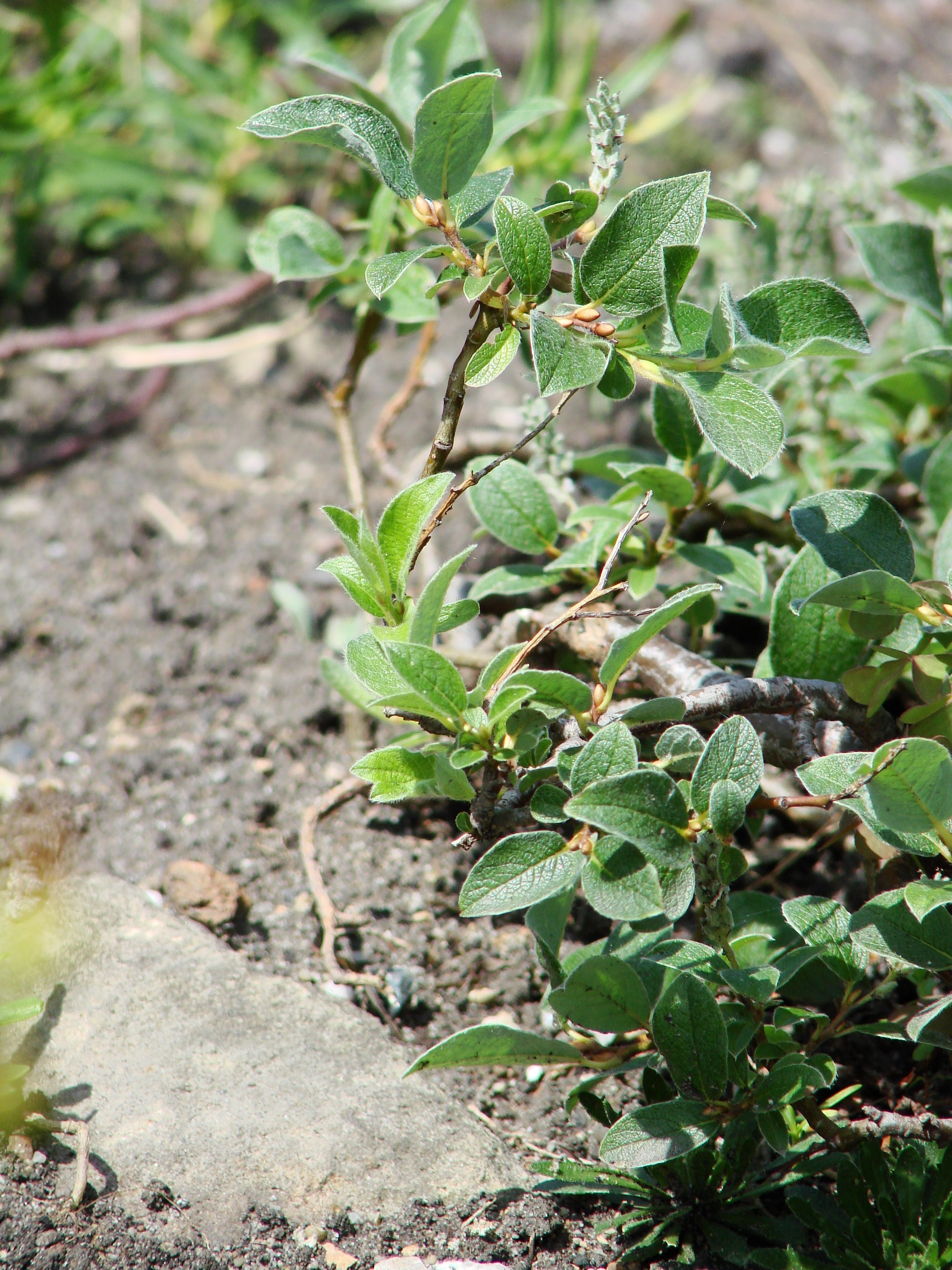
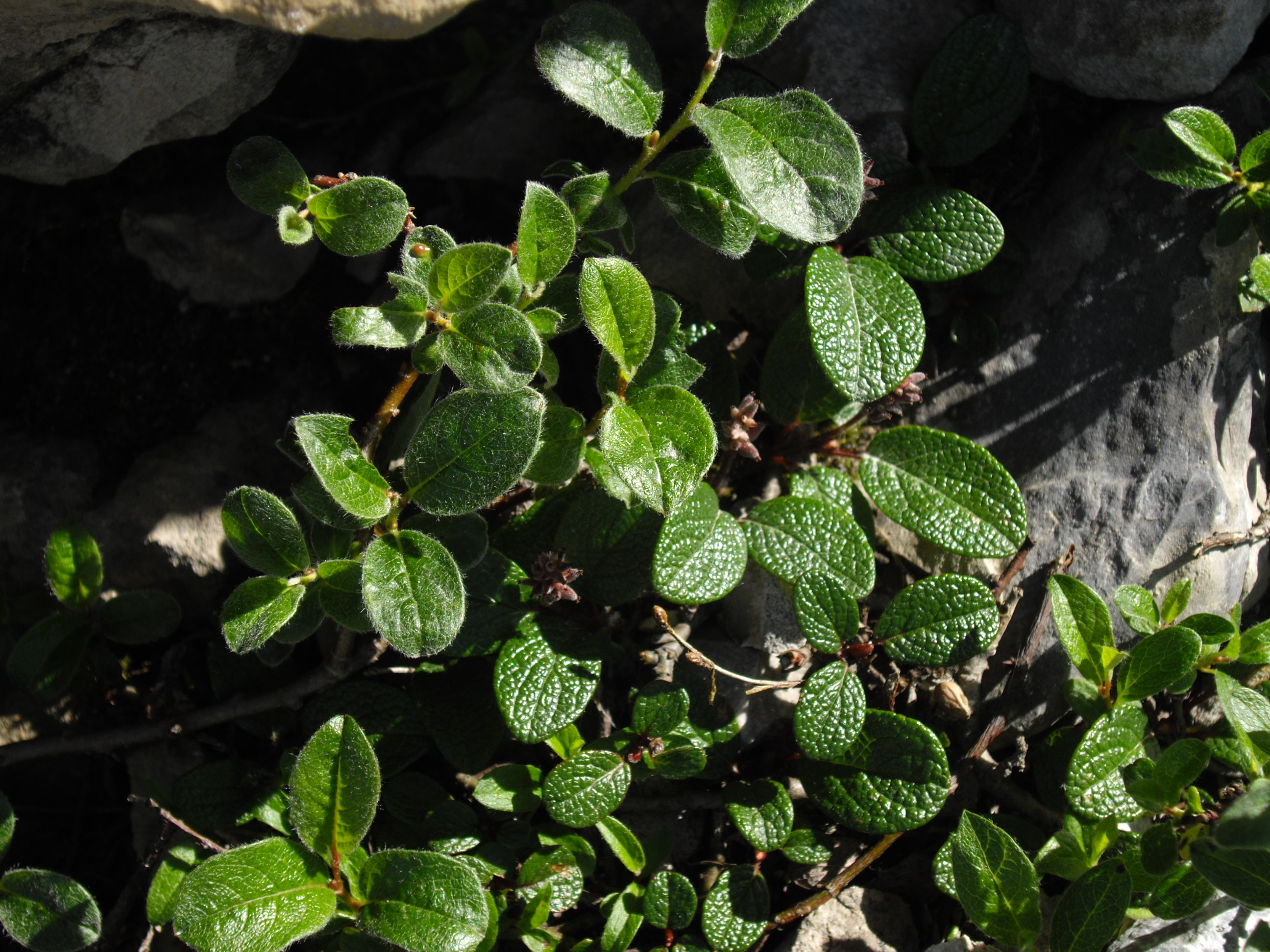
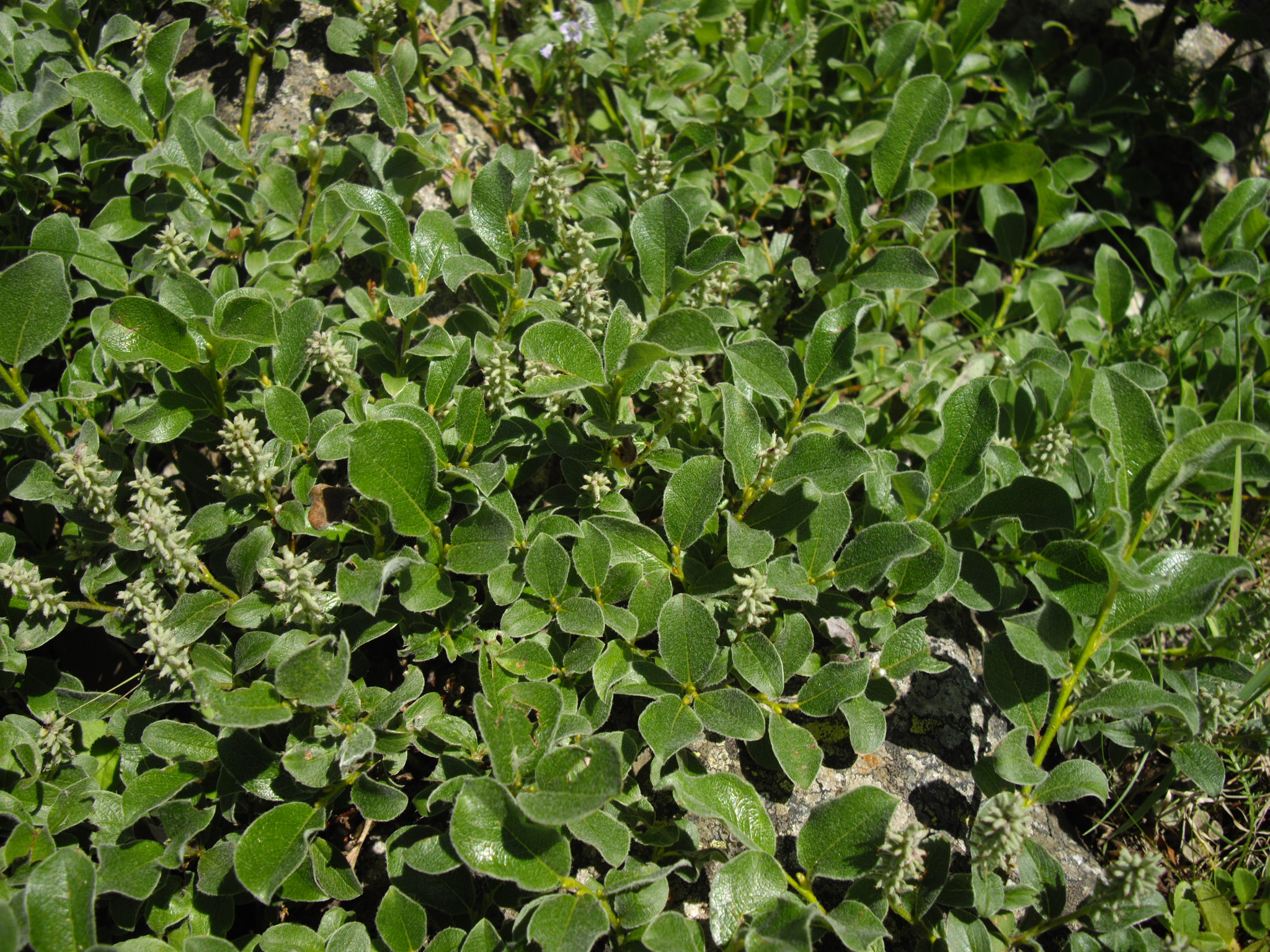
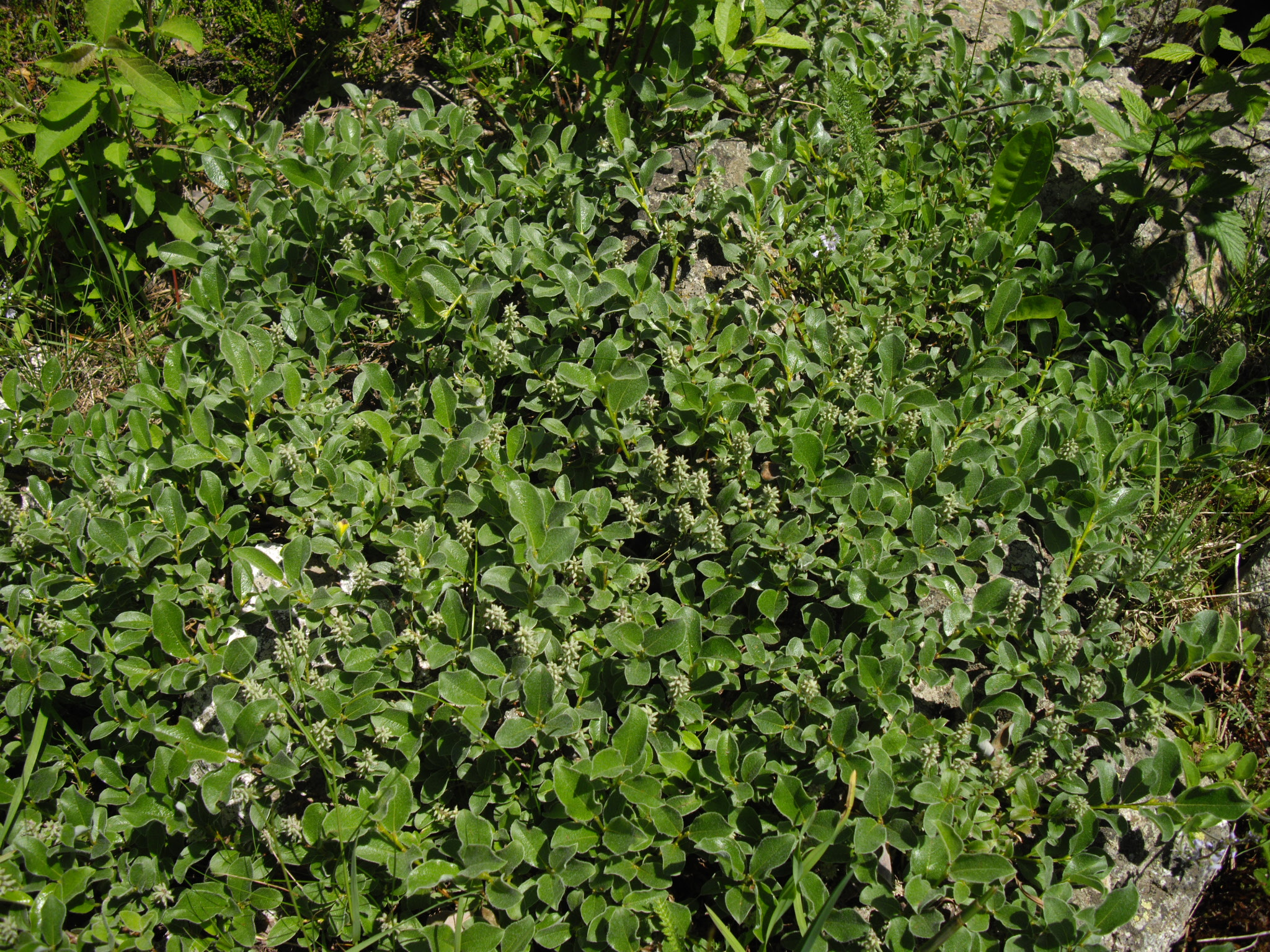